# Damaris Cudworth Masham
Damaris Cudworth Masham, tudi Lady Damaris Masham, angleška filozofinja, teologinja in pedagoginja, 18. januar 1659, Cambridge, Anglija, † 20. april 1708, Bath, Anglija.
Lady Damaris Masham je ena prvih opaznejših angleških filozofinj. Je avtorica dveh razprav o moralni filozofiji in življenjepisa glavnega predstavnika angleškega empirizma Johna Locka. Dopisovala si je tudi z nemškim filozofom in matematikom Gottfriedom Leibnizom.

## Življenje
Njen oče, Ralph Cudworth je bil uveljavljen filozof in eden od najpomembnejših zastopnikov poznorenesančnega platonizma v Cambridgu, teološko-filozofske šole, ki je združevala izročilo zgodnjega krščanskega platonizma iz Aleksandrije in ustvarjalno odprtost za novoveško znanost. O njenem otroštvu ni znano kaj dosti, zgolj to, da je prejela splošno damskom izobrazbo, ki je vključevala znanje francoščine, ne pa tudi klasične izobrazbe z znanjem grškega in latinskega jezika. Kljub temu je dejavno spremljala filozofsko dejavnost svojega očeta. 
Okoli leta 1682 se je preko skupnega poznanstva spoprijateljila z angleškim filozofom Johnom Lockom, ki je bil vodilni predstavnik empirističnega antikartezijanskega gibanja na Otoku. Ker se je moral Locke leto dni kasneje zaradi sodelovanja njegovega delodajalca grofa Shaftesburyja v uporu proti katoliškemu kralju Jakobu II. začasno umakniti na Nizozemsko, sta si med sabo zgolj dopisovala. Poleg dejavne filozofske korespondence je v pismih mogoče opaziti tudi njuno medsebojno čustveno naklonjenost.
Kljub temu, da se je leta 1685 poročila z uglednim podeželskim plemičem iz Essexa in vdovcem Francisom Mashamom, ki je bil oče devetih otrok, poroka ni bistveno vplivala na upad njenega zanimanja za filozofijo - in concerto - za Locka osebno. S Francisom Mashamom, ki se sam ni dejavneje zanimal za filozofijo, a je cenil ženino izobraženost, je Damaris imela sina.
Po vrnitvi iz izgnanstva leta 1688 je bil Locke večkrat gost na posestvu Mashamovih v Essexu, zadnja leta življenja, ko mu je zdravje vidno pešalo, pa je bil za stalno nastanjen in skrb zanj je prevzela lady Masham. V zameno za nastanitev je bil Locke zasebni učitelj njunega sina. 
Med Lockovo nastanitvijo pri Mashamovih si je lady Masham začela dejavno dopisovati še z Gotfriedom Leibnizom in sicer na Leibnizovo lastno pobudo. Verjetno si je Leibniz želel preko nje priti v kontakt z Lockom. Dopisovanje je prehajalo od razprave o filozofiji njenega očeta, Ralpha Cudwortha, do zanimanja za temeljne probleme Leibnizove filozofije: prestablirane harmonije, pluralizma substanc in vprašanja svobodne volje. Z Leibnizovo filozofijo je bila pred dopisovanjem zgolj bežno seznanjena.
Leta 1707 ji je bolezen onemogočila nadaljnje intelektualno ustvarjanje, vključno z dopisovanjem z Leibnizom. Umrla je aprila 1708.

## Dela
Razen obsežne korespondence, ki je mestoma usmerjena v zagovor platonistične filozofije njenega očeta in Lockovega empirizma, je obseg njenih objavljenih del razmeroma skromen. Dve anonimno izdani deli »Razprava o božji ljubezni« (A Discourse Concerning the Love of God, 1696) in »Razmisleki o krščanskih vrlinah« (Occasional Thoughts in Reference to a Vertuous or Christian Life, 1705) sta bili usmerjeni proti nasprotnikom očetove in Lockove filozofije, dveh filozofskih izhodišč, ki med sabo sicer nimata veliko skupnega, a tudi ne konfliktnih interesov. 

### »Razprava o božji ljubezni«
»Razprava o božji ljubezni« je odgovor na objavljeno filozofsko-teološko korespondenco med Johnom Norrisom in Mary Astell. Norris je sicer izhajal iz šole cambriških platonistov, vendar je močno zagovarjal okazionalizem francoskega filozofa Nicolasa Malebrancheja in po Angliji širil njegov vpliv. Že kmalu po Lockovi izdaji »Eseja o človeškem razumu« leta 1690 je sledil Norissov napad na to delo. Mary Astell, ki sicer velja za eno prvih bolj angažiranih zagovornic in pedagoginj izobraževanja žensk, se je v korespondenci z Norrisom približala njegovim pogledom in hkrati tudi zavzela kritično stališče do Lockove filozofije, kar je spodbudilo Mashamovo v zagovor Locka.
Lady Masham v izvajanju ideje Boga v odgovoru na korespondenco Norrisa in Astellove izhaja iz Lockove pozicije izvajanja sestavljenih idej iz enostavnih in opazovanja sveta okoli opazovalca, kar  opazovalca spodbuja k razmišljanju, da mora imeti svet svoj vzrok, tj. Boga. Ljubezen do Boga zato ne izhaja iz božanske ideje, ki bi jo Bog sam »vsadil« v osebo ali pa bi bila del človekovega bistva, kar zagovarjata Norris in Astellova, pač pa iz izkušenj sveta, ki vodijo v spoznanje, da je svet božje delo. S poudarjanjem Lockovih empiričnih izhodišč v teoloških razmišljanjih o Bogu se Mashamova osredotoči na zagovor človekovih zmožnosti avtonomnega moralnega delovanja v od Boga ustvarjenem svetu. S tem Mashamova dejavno nasprotuje okazionalističnim idejam njenih sodobnikov, ki smatrajo vsako delovanje v svetu za samo sebi nezadostno brez presežnega Vzroka, kar je po prepričanju okazionalistov zgolj in edino Bog.

### »Razmisleki o krščanskih vrlinah«
V »Razmislekih o krščanskih vrlinah « se spopade na eni strani s takrat aktualnim deizmom in vedno prisotnim praznoverjem na drugi strani. Poleg očitkov, da deizem zanika pomembnost razodetja in vere je v tem delu izpostavila nekatera pedagoška izhodišča, ki povezujejo pomembnost religije pri moralni vzgoji. Lady Masham zavrača deistično staliče, da bi lahko bila naravna religija utemeljena zgolj na razumu samem, prav tako pa zavrača religiozna verovanja, ki zanikajo človekovo avtonomnost uporabe lastnega razuma, kar po njenem mnenju vodi v praznoverje. Ne prvi ne drugi nista po njenem mnenju primerni pedagoški vodili za izobrazbo otrok. Šele izobrazba, ki racionalno utemeljuje osnovna moralna načela, ki izhajajo iz krščanstva, v njenem primeru anglikanstva, je zadostni pogoj za izobraževanje otrok. To obliko izobrazbe oziroma vzgoje pa lahko pri otrocih zagotovijo le matere. Lady Damaris Masham je zato poudarjala dejavno vlogo mater pri vzgoji otrok in posledično učinka, ki jo ima ta dejavnost mater, na blaginjo družbe. Nasprotovala je tudi dvojnemu standardu izobrazbe za dečke in deklice.
Poleg prav tako filozofsko izobraženih sodobnic in rojakinj Anne Conway, Mary Astell in Catherine Cockburn je lady Damaris Masham utirala pot izobraževanju žensk in njihovi večji vlogi v družbi.